# فیلیپ «فتیس» بورل
فیلیپ «فتیس» بورل (انگلیسی: Philip "Fatis" Burrell؛ ۲۳ ژوئیهٔ ۱۹۵۴ – ۳ دسامبر ۲۰۱۱-کینگستون، جامائیکا) یک موسیقی‌دان اهل جامائیکا بود. وی بین سال‌های ۱۹۸۴ تا ۲۰۱۱ میلادی فعالیت می‌کرد.